# Вила Ада
Вила Ада (на италиански: Villa Ada) е парк в Рим, Италия.
Паркът е с площ 182 хектара и е вторият по-големина в града след Вила Дория Памфили. Разположен е в североизточната част на Рим. Най-високото му място е връх Антене (Monte Antenne) на 67 m н.в., който е археологически обект.
Вилата е била резиденция на италианската кралска фамилия от 1872 до 1878 г. и след това от 1904 до 1946 г. Когато швейцарският граф Телфнер придобива вилата през 1878 г., той я нарича Ада на своята съпруга.
Ежегодно през лятото в парка се провежда фестивала на световната музика и „Рим посреща света“ (Roma Incontra Il Mondo).